# Duidaea
Duidaea là một chi thực vật có hoa trong họ Cúc (Asteraceae).

## Loài
Chi Duidaea gồm các loài: